# Клина, Джен
| Все открытия сделаны совместно с Дэвидом Джуиттом и Скоттом Шеппардом | Все открытия сделаны совместно с Дэвидом Джуиттом и Скоттом Шеппардом |
| Открытые астероиды: 4                                                 | Открытые астероиды: 4                                                 |
| --------------------------------------------------------------------- | --------------------------------------------------------------------- |
| (131695) 2001 XS254                                                   | 9 декабря 2001                                                        |
| (131696) 2001 XT254                                                   | 9 декабря 2001                                                        |
| (131697) 2001 XH255                                                   | 11 декабря 2001                                                       |
| (148975) 2001 XA255                                                   | 9 декабря 2001                                                        |
| Открытые спутники: 21                                                 |                                                                       |
| Эгир (спутник)                                                        | 12 декабря 2004                                                       |
| Фенрир (спутник)                                                      | 13 декабря 2004                                                       |
| Бефинд (спутник)                                                      | 12 декабря 2004                                                       |
| Гирроккин (спутник)                                                   | 12 декабря 2004                                                       |
| S/2004 S 17                                                           | 13 декабря 2004                                                       |
| S/2004 S 7                                                            | 12 декабря 2004                                                       |
| Ярнсакса (спутник)                                                    | 5 января 2006                                                         |
| Бергельмир (спутник)                                                  | 12 декабря 2004                                                       |
| Хати (спутник)                                                        | 12 декабря 2004                                                       |
| Нарви (спутник)                                                       | 5 февраля 2003                                                        |
| Фарбаути (спутник)                                                    | 12 декабря 2004                                                       |
| Таркек (спутник)                                                      | 13 апреля 2007                                                        |
| Бестла (спутник)                                                      | 13 декабря 2004                                                       |
| Кари (спутник)                                                        | 4 января 2006                                                         |
| Сурт (спутник)                                                        | 5 января 2006                                                         |
| Логи (спутник)                                                        | 5 января 2006                                                         |
| Форньот (спутник)                                                     | 12 декабря 2004                                                       |
| S/2004 S 12                                                           | 12 декабря 2004                                                       |
| S/2007 S 2                                                            | 18 января 2007                                                        |
| S/2007 S 3                                                            | 18 января 2007                                                        |
| S/2006 S 3                                                            | 5 января 2006                                                         |

Джен Клина (англ. Jan Kleyna) — британский астроном, первооткрыватель астероидов и спутников планет, который работал в обсерватории Мауна-Кеа. Доктор института астрономии Гавайского университета. Совместно с астрономами Дейвидом Джуиттом и Скоттом Шеппардом открыл ряд небольших спутников Сатурна.